# Westhorpe House
Westhorpe House este o clădire cu valoare istorică în apropiere de orașul Marlow, Buckinghamshire din Regatul Unit.

## Istoric
Casa era construită pentru James Chase în stil clasic pe la circa 1700. Devenea ulterior casa lui Isaac Maddox, episcop de Worcester, și apoi a lui Everard Fawkener, General Poste Master al Regatului Unit, și mai târziu a lui Alexander Wynch, Guvernator al Madrasului, în timpul secolului al 18-lea. Era cumpărată de către mareșalul Sir George Nugent în octombrie 1809. Era preluată de George Jackson, un proprietar de pământ, în 1863 și mai târziu la Marile Herbert Gordon, un ofițer în Regimentul de Infanterie 93 Highlanders, , care trăia încă acolo în 1925.
Este posibil să fi fost folosită ca tabăra de prizonieri de război în timpul celui de-al doilea Război Mondial. Era sediul Lexmark pana în 2004. În martie 2014 era încă la vânzare ca potențial sediu de firmă.